# Tim Reyes
Tim Reyes es un surfista profesional nacido el 9 de junio de 1982 en West Covina, California, Estados Unidos. Se le conoce también en el mundo del surf como Jimmy J.

## Carrera profesional
Tim Reyes se clasificó para el ASP World Tour desde las WQS series de 2004, donde finalizó 6º. Debutó en el WCT en 2005, y en su año como novato logró quedar 3º en el Billabong Pro Jbay, sólo superado por Kelly Slater y Andy Irons. El pasado campeonato es, hasta ahora, su mejor cifra, 11º del mundo y uno de los surfistas jóvenes más prometedores del ASP World Tour.